# Angelo Nizza
Angelo Nizza (Torino, 1905 – Torino, 21 dicembre 1961) è stato un drammaturgo, sceneggiatore, giornalista, paroliere, direttore artistico e scrittore italiano, noto anche come autore radiofonico.

## Biografia
Redattore della Gazzetta del Popolo, insieme a Riccardo Morbelli (con cui aveva già scritto riviste teatrali durante gli anni dell'Università) fu autore di vari spettacoli radiofonici di successo: nel 1933 Un'ora per te (per la regia di Riccardo Massucci) e Le avventure di Topolino, e dal 1934 al 1937 I Quattro Moschettieri. Da allora, la coppia produsse numerosi altri lavori teatrali e radiofonici, oltre ad articoli e libri.
Negli anni quaranta Nizza fu direttore artistico del Casinò di Sanremo, per passare poi (1954) a lavorare nella redazione romana de La Stampa.
È sepolto al cimitero di Sassi di Torino.